# 妙皇乡
妙皇乡，是中华人民共和国广西壮族自治区来宾市象州县下辖的一个乡镇级行政单位。

## 行政区划
妙皇乡下辖以下地区：
大梭村、盘古村、龙头村、新造村、路村、寮村、妙皇村、山定村、花侯村、塘头村、桥头村、思高村和笔架山林场生活区。